# Trois Maisons - Saint-Fiacre - Crosne - Vayringe
Trois Maisons - Saint-Fiacre - Crosne - Vayringe, est un quartier de Nancy situé dans la partie nord de la ville.

## Situation et limites
Le quartier est constitué de trois parties :
- Le faubourg des Trois Maisons proprement dit, souvent considéré comme une ville dans la ville, a été pendant longtemps (lorsqu'il n'était pas intégré à la ville) un des secteurs de jardins maraîchers de Nancy. Il est situé à l'emplacement de l'ancien village de Saint-Dizier, qui était en dehors des murs de la vieille-ville de Nancy, face à la porte Notre-Dame (aujourd'hui porte de la Citadelle). Ce village a été détruit en 1588 et 1591 parce qu'il gênait la défense de la ville, et a été entièrement rasé sur l'ordre de Charles III, sauf trois maisons qui auraient subsisté selon les allégations de l'historien Henri Lepage. Ces seules maisons des environs seraient restées jusqu'en 1725[1], et auraient donné le nom au faubourg[2] ;
- Crosne-Vayringe, longeant la Meurthe, ce quartier accueille encore un nombre important de pêcheurs, ainsi que d'industries malgré les nouvelles constructions en son sein ; on y trouve le Pont Vayringe vers Malzéville, dans le prolongement de la rue Vayringe[3].
- Saint-Fiacre.

## Historique

### Les Trois-Maisons
C'est un des plus anciens vocables du secteur de Nancy, devenu un espace puis un quartier extra-muros de l'époque moderne au nord des Portes de la Craffe et de la Citadelle, rappelant le souvenir d'un écart du village médiéval de Saint-Dizier. Ce dernier village bien bâti avec 92 maisons abritant un millier d'habitants et huit rues, selon le plan terrier caduque de 1593, et son finage de champs et de vergers existaient bien avant la Nancy fortifiée et bastionnée de la fin du XVIe,. Après l'abandon du système défensif, l'espace à proximité des anciens murs est l'emplacement d'un cimetière externe dès 1732 et jusqu'en 1842, qualifié tardivement du nom du faubourg des Trois-Maisons. Après le déménagement du cimetière vers Préville, ce lieu en friches, sinistre, lugubre et humide, n'attire guère. Une manufacture et un magasin de tabac, sollicités par la Ville de Nancy, s'y installe gratuitement en 1862, installation reprise après 1871, par l'imprimerie Berger-Levrault, qui structure l'activité industrielle de ce faubourg nancéien jusqu'à la fin des années 1990, avant l'évacuation de son matériel vers Toul.
Notez que le village Saint-Dizier, plus au nord a d'abord été entièrement détruit, la majeure partie des habitants possessionnés de Saint-Dizier, c'est-à-dire les propriétaires fort différents de la masse des paysans exploitants, laboureurs ou manouvriers, a été relogé dans la Ville-Neuve dont une rue a gardé le nom du village. Mais les paysans modestes sont revenus y tirer de maigres ressources, avant d'y demeurer moins de deux décennies plus tard, mettant discrètement en valeur ce finage en principe confisqué par l'autorité ducale.

## Bâtiments remarquables et lieux de mémoire
- Église Saint-Fiacre.
- Porte de la Citadelle.
- Caisse Régionale d'Assurance Maladie.
- Maison du bâtiment.